# Bøgvadita
La bøgvadita és un mineral de la classe dels halurs. Rep el seu nom de Richard Bøgvad (1897-1952), ex-cap de geologia de la companyia d'Oresund A/S, la qual explota el dipòsit de criolita d'Ivittuut (Groenlàndia).

## Característiques
La bøgvadita és un halur de fórmula química Na₂SrBa₂Al₄F20. Va ser aprovada per l'Associació Mineralògica Internacional com a espècie vàlida l'any 1987. Cristal·litza en el sistema monoclínic. Es troba en forma de cristalls d'aproximadament 0,15 mil·límetres, amb cares arrodonides i corroïdes. La seva duresa a l'escala de Mohs és 4. Segons la classificació de Nickel-Strunz, la bøgvadita pertany a «03.CF - Halurs complexos, tecto-aluminofluorurs» juntament amb la ralstonita i el mineral sense nom UM1941-01-F:AlCaHMgNa.

## Formació i jaciments
Va ser descoberta al dipòsit de criolita d'Ivittuut, al fiord Arsuk (Sermersooq, Groenlàndia), i és l'únic indret on se n'ha trobat. Sol trobar-se associada a altres minerals com: ralstonita, quars, caolinita, jarlita, barita i altres minerals del grup de la mica.